# Virbia egaca
Virbia egaca là một loài bướm đêm thuộc phân họ Arctiinae, họ Erebidae.